# Altza Sagarra
Altza es el nombre de una variedad cultivar de manzano (Malus domestica). Esta manzana está cultivada en diversos viveros entre ellos algunos dedicados a conservación de árboles frutales en peligro de desaparición.
La manzana 'Altza' es originaria de Alza-Altza barrio situado en la parte este de la ciudad de San Sebastián, lindante con el municipio de Pasajes en Guipúzcoa, y actualmente se cultiva debido a su sabor insípido amargo para elaboraciones culinarias, y muy apreciada en la elaboración de sidra.

## Sinónimos
- "Manzana Altza",
- "Altza-Sagarra",
- "Manzana de Alza".[6][7][8][6]

## Historia
'Altza' es una variedad de manzana cultivada en el País Vasco, está considerada incluida en las variedades locales autóctonas muy antiguas, cuyo cultivo se centraba en comarcas muy definidas. Se caracterizaban por su buena adaptación a sus ecosistemas y podrían tener interés genético en virtud de su adaptación. Estas se podían clasificar en dos subgrupos: de mesa o de cocina, y de sidra (aunque algunas tenían aptitud mixta). Es muy apreciada en usos en preparados culinarios, y muy importante en la elaboración de sidra en el país vasco por su sabor soso.
'Altza' es una variedad mixta, clasificada como muy buena en la elaboración de sidra, también se utiliza en la cocina por su sabor insípido amargo; difundido su cultivo en el pasado por los viveros comerciales y cuyo cultivo en la actualidad se ha reducido a huertos familiares, y apreciada también en elaboraciones culinarias. Variedad presente en Guipúzcoa, recogida en Alza-Altza barrio situado en la parte este de la ciudad de San Sebastián, lindante con el municipio de Pasajes, siendo una excelente variedad para elaboración de sidra.

## Características
El manzano de la variedad 'Altza' tiene un vigor alto, es árbol de mediana producción; florece a finales de abril; tubo del cáliz en forma de embudo corto, y con los estambres situados en su mitad.
La variedad de manzana 'Altza' tiene un fruto de tamaño pequeño a mediano; forma algo cónica, redondeada, bastante irregular con gibas y oquedades, no muy atractiva a la vista; piel gruesa, muy dura y algo de brillo; con color de fondo verde, siendo el color del sobre color verde intenso, importancia del sobre color alto, presenta lenticelas en grupitos de punteado negro, sensibilidad al "ruginoso/"russetting" (pardeamiento áspero superficial que presentan algunas variedades) medio;pedúnculo de tamaño corto, duro, anchura de la cavidad peduncular grande, profundidad de la cavidad pedúncular es media; calicina medio y semicerrado, profundidad de la cav. calicina menos profunda, de anchura media; sépalos triangulares en la base apretados.
Carne de color blanco, con textura no muy dura pero crujiente, sin aroma, de abundante zumo; el sabor característico de la variedad, insípido amargo; corazón de tamaño medio, desplazado. Eje abierto. Cavidades casi imperceptibles. Semillas aristadas, puntiagudas, de tamaño medio, color marrón claro uniforme.
La manzana 'Altza' tiene una época de recolección a mediados de otoño, madura en octubre, de larga duración. Tiene uso mixto pues se usa como manzana para uso en cocina, y también sobre todo como manzana para la elaboración de sidra, como manzana sidrera es una variedad sosa amarga conocida y estimada entre los sidreros.